# Sandie Toletti
Sandie Toletti (Bagnols-sur-Cèze, 13 juli 1995) is een voetbalspeelster uit Frankrijk. Ze speelt als middenvelder voor Real Madrid in de Primera División.

## Clubcarrière
Toletti doorliep vanaf 2010 de jeugdopleiding van Montpellier HSC en maakte haar debuut in het eerste elftal van de club in 2013. Ze speelde tot 2020 meer dan honderd wedstrijden voor de club uit Zuid-Frankrijk alvorens ze overstapte naar het Spaanse Levante UD.
Op 3 augustus 2022 kondigde Real Madrid de komst van Toletti aan.

## Statistieken
| Seizoen | Club            | Land      | Competitie       | Wedstrijden | Doelpunten |
| ------- | --------------- | --------- | ---------------- | ----------- | ---------- |
| 2013/14 | Montpellier HSC | Frankrijk | Division 1       | 22          | 1          |
| 2014/15 | Montpellier HSC | Frankrijk | Division 1       | 20          | 3          |
| 2015/16 | Montpellier HSC | Frankrijk | Division 1       | 18          | 0          |
| 2016/17 | Montpellier HSC | Frankrijk | Division 1       | 20          | 4          |
| 2017/18 | Montpellier HSC | Frankrijk | Division 1       | 15          | 3          |
| 2018/19 | Montpellier HSC | Frankrijk | Division 1       | 17          | 2          |
| 2019/20 | Montpellier HSC | Frankrijk | Division 1       | 15          | 1          |
| 2020/21 | Levante UD      | Spanje    | Primera División | 8           | 6          |
| 2021/22 | Levante UD      | Spanje    | Primera División | 25          | 4          |
| 2022/23 | Real Madrid     | Spanje    | Primera División | 23          | 2          |
| 2023/24 | Real Madrid     | Spanje    | Primera División | 24          | 2          |
| 2024/25 | Real Madrid     | Spanje    | Primera División | 19          | 2          |
| Totaal  | Totaal          | Totaal    | Totaal           | 246         | 30         |

Laatste update: 24 april 2025

## Interlandcarrière
Toletti maakte haar debuut voor het Franse nationale team in een 3-0 overwinning op Polen in oktober 2013.
Toletti maakte onderdeel uit van de Franse selectie op het EK 2017. Twee jaar later werd ze opgenomen in de Franse selectie voor op het WK 2019 in eigen land. In 2022 haalde Toletti met haar land de halve finale op het EK 2022 in Engeland.
Een jaar later was Toletti ook van de partij op het WK 2023 in Australië en Nieuw-Zeeland. Frankrijk haalde de kwartfinale die na penalty's verloren ging tegen gastland Australië.
In juli 2024 werd bekend dat Toletti zich mocht opmaken voor haar eerste Olympische Spelen door geselecteerd te worden voor de Olympische Zomerspelen 2024 in eigen land.